# Реприза
Реприза (фр.  — „понављање”) је поновно извођење неке представе, телевизијске емисије или филма након одржане премијере или првобитног извођења. 

## Позориште
Реприза у позоришту се означава средним бројем, зависно од броја извођења.
Осим основног значења, реприза моће бити и понављање неке сценске радње или игре што је унапред предвиђено режијом или музиком, односно кореографијом, у циљу стварања појачаног ефекта међу гледаоцима.